# Giovanni Mazzuoli
Pour les articles homonymes, voir Mazzuoli.
Ne doit pas être confondu avec Giovanni Mazzuoli da Strada.
Giovanni Mazzuoli (également connu comme Giovanni degli Organi), né à Florence vers 1360 et mort dans la même ville le 14 mai 1426 est un compositeur et organiste italien actif à la fin de l'époque médiévale et du début de la Renaissance .

## Biographie
Giovanni Mazzuoli est né à Florence et a probablement été formé à l'orgue par son père Niccolò, qui était organiste à l'église d'Orsanmichele jusqu'en 1376. Giovanni exerce cette fonction de 1379 jusqu'en 1412 ; il a également occupé le poste d'organiste à l'église Santa Felicita (1385-1390) et à la cathédrale de Florence (1390-1426). 
Dans ses dernières années à Florence, il a été assisté à l'orgue par son fils Piero.
Ses compositions sont inexistantes ou difficilement attribuables jusqu'en 2013 quand « une technique de pointe d'imagerie spectrale » permet de retrouver des œuvres de Giovanni Mazzuoli et de son fils sur un palimpseste découvert dans les archives capitulaires de l'église San Lorenzo : un parchemin (MS 2211) qui avait été gratté et recouvert pour être réutilisé dans un registre foncier de la fabrique. L'imagerie spectrale a permis de révéler les partitions originales.

## Discographie
- Splendor da ciel : musiques redécouvertes d'un manuscrit florentin de Trecento, La Morra, dir. Corina Marti et Michal Gondko, CD La Ramée (2018)